# With You-th
With You-th è il tredicesimo EP del girl group sudcoreano Twice, pubblicato nel 2024.

## Tracce
1. I Got You – 2:53
2. One Spark – 3:03
3. Rush – 2:36
4. New New – 3:01
5. Bloom – 3:23
6. You Get Me – 2:33

## Classifiche

### Classifiche settimanali
| Classifica (2024) | Posizione raggiunta |
| ----------------- | ------------------- |
| Austria           | 7                   |
| Belgio (Fiandre)  | 31                  |
| Belgio (Vallonia) | 23                  |
| Corea del Sud     | 2                   |
| Croazia           | 3                   |
| Francia           | 15                  |
| Germania          | 11                  |
| Giappone          | 4                   |
| Nuova Zelanda     | 31                  |
| Stati Uniti       | 1                   |
| Spagna            | 37                  |
| Svizzera          | 19                  |

### Classifiche di fine anno
| Classifica (2024) | Posizione |
| ----------------- | --------- |
| Corea del Sud     | 17        |
| Giappone          | 68        |